# Chuck Kornegay
Charles Macarthur « Chuck » Kornegay, né le 28 septembre 1974, à Dudley, en Caroline du Nord, est un ancien joueur américain naturalisé espagnol de basket-ball. Il évolue durant sa carrière au poste de pivot.

## Palmarès
- 3e du championnat d'Europe 2001